# Питерман, Мелисса
Мели́сса Ма́ргарет Пи́терман (англ. Melissa Margaret Peterman; 1 июля 1971, Миннеаполис, Миннесота, США) — американская актриса, комедиантка, кинопродюсер и певица.

## Биография
Мелисса Маргарет Питерман родилась 1 июля 1971 года в Миннеаполисе (штат Миннесота, США). С 1996 года Питерман снимается в кино, а в 2006—2011 года она также выступила в качестве кинопродюсера. Питерман является певицей.
С 5 июня 1999 года Питерман замужем за актёром Джоном Брэйди. У супругов есть сын — Райли Дэвид Брэйди (род. 20.10.2005).